# ژرار سولر
ژرار سولر (فرانسوی: Gérard Soler‎؛ زادهٔ ۲۹ مارس ۱۹۵۴) بازیکن سابق فوتبال اهل فرانسه است.
از باشگاه‌هایی که در آن بازی کرده‌است می‌توان به باشگاه فوتبال موناکو، باشگاه فوتبال لیل، باشگاه فوتبال سوشو، باشگاه فوتبال استراسبورگ، باشگاه فوتبال رن، باشگاه فوتبال بوردو، باشگاه فوتبال تولوز، و باشگاه فوتبال باستیا اشاره کرد.
وی همچنین در تیم ملی فوتبال فرانسه بازی کرده‌است.